# Harami
El harami o harami alcista es una pauta de análisis técnico de tipo candlestick que implica el giro alcista. Está formado tras una tendencia bajista, apareciendo dos líneas o sesiones. La primera tiene cuerpo real negro, es bajista y fuerte. La segunda, con cuerpo real negro o blanco, pero pequeño, dentro del rango del cuerpo de la sesión anterior, es decir, envuelto por la sesión anterior.